# Saunders-Roe P.531
Der Saunders-Roe P.531 war ein fünfsitziger leichter Hubschrauber des britischen Unternehmens Saunders-Roe. Er stellt eine Weiterentwicklung des zweisitzigen Saunders-Roe Skeeter dar und ist wiederum Vorläufer der Westland-Scout-Familie.

## Geschichte
Mit der erfolgreichen Übernahme des zweisitzigen Cierva Skeeter als erstem Hubschrauber in das Firmenportfolio von Saunders-Roe wurde die Idee geboren, eine vergrößerte Version mit 5 Sitzen zu entwickeln. In nur zwei Jahren Entwicklungsarbeit entstanden insgesamt sechs Maschinen, die Serienproduktion lief jedoch erst unter dem neuen Inhaber Westland Aircraft an. Während nach der Übernahme zunächst die Bezeichnung P.531 beibehalten wurde, änderte Westland die Bezeichnung 1961 in Westland Scout. Dieses endgültige Modell des Hubschraubers hatte gegenüber dem ursprünglichen P.531 mehrere, teilweise nur geringfügige Änderungen und Verbesserungen, allerdings waren die Maße des Helikopters deutlich größer und die Leistungsfähigkeit der verwendeten Turbinen besser als beim Saunders-Roe P.531.

## Konstruktion
Wie der Skeeter besaß der P.531 eine zweigeteilte Rumpfstruktur, die aus einer Aluminiumlegierung aufgebaut war. Die vordere Rumpfsektion umfasste die vollverglaste Kabine, die Treibstofftanks und den Triebwerksbereich. Der nach hinten zulaufende Ausleger bildete die hintere Rumpfsektion, die in eine Flosse mit dem Ausgleichsrotor auslief. Auch grundlegende Elemente wie der Aufbau des Heckauslegers oder die Rotorkonfiguration wurden vom Skeeter übernommen und nur in den Abmessungen vergrößert, um dem gestiegenen Gewicht Rechnung zu tragen. Die Kabine wurde für eine hintere Sitzbank verlängert.

## Versionen
Die beiden unter der Regie von Saunders-Roe hergestellten Prototypen des P.531 wurden nach der Übernahme durch Westland um weitere Prototypen ergänzt. Da diese zunächst weiter auf dem P.531 basierten, werden sie hier mit aufgeführt.
Saunders-Roe P.531
Erster Prototyp, ausgerüstet mit einer Blackburn-Turbomeca Turmo 603 Freilauf-Wellenturbine mit 294 kW (400 PS), gedrosselt auf 242 kW (325 PS). Er absolvierte den Erstflug am 20. Juli 1958.
Saunders-Roe P.531-0
Der zweite Prototyp, ebenfalls mit der Blackburn-Turbomeca Turmo ausgerüstet. Er unterschied sich vom Vorgänger durch Veränderungen am Heckausleger. Sein Erstflug war am 30. September 1958.
(Westland) P.531-1
Erstes Testexemplar unter Leitung von Westland, ausgerüstet mit der Bristol Siddeley Nimbus-Turbine mit gedrosselter 467 kW (635 PS) Leistung. Sein erster Flug fand am 9. August 1959 statt.
(Westland) P.531-2
Zweites Westland-Testexemplar, diesmal mit einer gedrosselten de Havilland Gnome H.1000-Turbine, die 504 kW (685 PS) Leistung lieferte. Erstflug: 3. Mai 1960.
(Westland) P.531-2 Scout AH.Mk 1
Vorserienmodell des späteren Westland Scout, ausgeliefert an die britische Armee. Angetrieben durch die später serienmäßige Bristol Nimbus 101/102-Turbine mit 722 kW (980 PS), hob diese Maschine am 4. August 1960 ab.
Die nachfolgenden Serienmodelle trugen nicht länger die Bezeichnung P.531, so dass der P.531-2 Scout AH.Mk 1 die letzte Version in der Geschichte dieses Typs darstellt.

## Technische Daten
| Kenngröße             | Daten P.531                                                             |
| --------------------- | ----------------------------------------------------------------------- |
| Baujahr               | 1958                                                                    |
| Hersteller            | Saunders-Roe Ltd.                                                       |
| Rotordurchmesser      | 9,91 m                                                                  |
| Rumpflänge            | 8,84 m                                                                  |
| Höhe                  | 2,90 m                                                                  |
| Besatzung             | 2 + 3                                                                   |
| Höchstgeschwindigkeit | 195 km/h                                                                |
| Reichweite            | 390 km                                                                  |
| Triebwerk             | Blackburn-Turbomeca Turmo Wellenturbine, gedrosselt auf 242 kW (325 PS) |